# جوناثان كوب
جوناثان كوب (بالإنجليزية: Jonathan Cope)‏ هو راقص باليه بريطاني، ولد في 1963.

## وصلات خارجية
- جوناثان كوب على موقع IMDb (الإنجليزية)
- جوناثان كوب على موقع قاعدة بيانات الفيلم (الإنجليزية)